# Brug bij Oevel-Punt
De brug bij Oevel-Punt is een tuibrug over het Albertkanaal nabij Het Punt op de grens van de Belgische gemeenten Geel en Westerlo (deelgemeente Oevel). De brug maakt deel uit van de gewestweg N19.
Eerder was dit een vierendeelbrug, deze werd in 2013 vervangen door de huidige tuibrug.  